# CPH WEST
CPH West var et stort uddannelsescenter i Ishøj, Høje Taastrup og Ballerup .
Det indeholdte erhvervsuddannelser, gymnasiale uddannelser og voksenuddannelser.
CPH West fusionerede i januar 2016 med KTS og blev til NEXT Uddannelse København.

## Uddannelses- og efteruddannelsesforløb på CPH West
- Præsentations- og brobygningsforløb til skolens uddannelser
- Erhvervsuddannelsernes (EUD) Grundforløb indenfor såvel det tekniske som det merkantile område
- EUD Hovedforløbene indenfor uddannelserne:
  - Smede
  - Industrioperatør
  - Industriel reparatør
  - Beklædning
  - Frisør
  - Kosmetiker
  - Serviceassistent
  - Sundhedssekretærer
  - Kontor
  - Finans
  - Handel
  - Detail
  - Lokomotivfører
- Teknisk gymnasium, HTX
- handelsgymnasiet, HHX
- Alment gymnasium, STX
- Efteruddannelse indenfor
  - AMU:
    - Indenfor skolens hovedforløbsuddannelser samt IT
    - Ledelse
    - Projektledelse

  - Tilbud til ledige:
    - Revisorassistent
    - Administration
    - Reception
    - Call center
    - Handicaphjælper
    - Ungeindsats

  - Brugerbetalte kurser (IDV):
    - Løbende udvikles nye specialeforløb for såvel private som offentlige virksomheder.

  - Videreuddannelse indenfor:
    - Merkonom-, Teknonom- og AkademiUddannelse
    - HR
    - Ledelse
    - Ejendomsmægler og ejendomsadministrator
    - International projektleder med certificering
    - Ledelse for håndværksmestre
- Diverse konsulentydelser, uddannelsesafklaring og planlægning mv. indenfor ovennævnte. [2]

## Elever og ansatte
- 2005-  Eva Hofman-Bang, direktør
- Anthony Lopez, den ene halvdel af den X Factor-vindende duo Anthony Jasmin.[3]

## Relaterede emner
- Ishøj Gymnasium